# Чоглоков, Наум Николаевич
Наум Николаевич Чоглоков (1743—6 января 1798, Новгород) — русский авантюрист из рода Чоглоковых, троюродный брат императора Петра III; старший брат Веры Чоглоковой-Миних.

## Биография
Наум Николаевич родился в 1743 году и был старшим из восьми детей в семье камергера Николая Наумовича Чоглокова (1718—1754) и Марии Симоновны, урождённой графини Гендриковой (1723—1757). Его мать приходилась родной племянницей императрице Екатерине I и двоюродной сестрой императрице Елизавете Петровне. Благодаря этому, супруги были приставлены ко двору великого князя Петра Фёдоровича и его жены Екатерины Алексеевны, чтобы «неотступно помогать делом и советом, охранять от всех неприятных поручений и непристойных предприятий»
Рождённый при дворе, Наум Николаевич начал службу в Конногвардейском полку и дослужился до чина подполковника. Однако в 1770 году он отправляется волонтёром в Грузию, чтобы служить под началом графа Тотлебена. Путешествовал он с большим штатом и обозом, объясняя этот факт родством с императрицей. Цель своей поездки он объявил попутчику, поручику Львову: « Я еду или на эшафоте умереть, или быть царём.» При дворе грузинского царя Ираклия II он был принят как «двоюродный брат императрицы и после великого князя ближайший наследник престола» Чоглоков начал собирать вокруг себя единомышленников. Узнав об этом, Тотлебен приказал прекратить общение: «… перемените свои поступки относительно знакомства с грузинами, я их довольно знаю, все их партии против царя Ираклия мне известны» В пасхальную ночь Чоглоков планировал арестовать графа и занять его место, но заговор не удался. С. М. Соловьев в «Истории России» писал:

В Страстную субботу вечером Чоглоков стал говорить Львову, с которым жил в одной палатке: «Знаешь ли, что я скоро буду у царя сердарем, то есть воеводою? Твой граф сегодня же будет арестован, а по нем я здесь старший; я с майором Ременниковым и несколькими офицерами уже согласился». Когда Львов пересказал об этом Тотлебену, тот отвечал, что все знает, и в ту же ночь приказал арестовать Ременникова и Чоглокова, причем последний вызвал его на дуэль— «История России»
Встречаясь с Ираклием, Тотлебен рассказал об аресте Чоглокова. На что царь заявил, что Наум Николаевич просил у него три тысячи всадников для похода в Армению. Однако в письме к графу Н. И. Панину он поддержал авантюриста, обвинив во всём графа Тотлебена. Позднее Чоглоков бежал из-под ареста ко двору Ираклия и писал из Тифлиса, 

что Тотлебен возненавидел его за предпочтение, какое было оказано ему со стороны царя Ираклия; по его, Чоглокова, приметам, Тотлебен или с ума сошёл, или какую-нибудь измену замышляет, поступая во всем против интересов русского двора: тамошних царей между собою ссорил, с князьями обходился дурно, многих из них бил, других в оковах держал, деревни разорял, безнадежно брал скот и хлеб, вступал в переписку с ахалцихским пашою, назначил для отсылки в Россию 12 лучших русских офицеров, не оставляя никого, кроме немцев и самых негодных по поведению русских.— «История России»
Ознакомившись с донесением Тотлебена, императрица Екатерина II написала Панину: «Я, пробежав только Тотлебеновы письма, из которых усмотрела непослушание к нему Чоглокова и вранье сего необузданного и безмозглого молодца; да притом не хвалю же и неслыханные подозрительности Тотлебеновы. Я думаю, что он способнее в Грузии дела наши испортить, нежели оные привести в полезное состояние, надлежит определить кого другого».
Тотлебен был с Кавказа отозван, а Чоглоков повторно арестован и в ходе суда, состоявшегося 22 апреля 1771 года в Казани, приговорён к вечному поселению в Тобольск, лишению чинов и дворянства.
Однако по прибытии в Тобольск, Чоглоков продолжал вести себя как высокопоставленная персона. Вскоре у него возник конфликт с сибирским генерал-губернатором Денисом Чичериным (1720—1785), что привело к выселению Наума Николаевича в Берёзов, где он проживал до 1781 года. Лишь после отставки губернатора Чоглоков вернулся в Тобольск.
Вернувшись в Тобольск, в 1781 году Наум Николаевич Чоглоков женился на дочери отставного прапорщика Степана Тарашкина и Марии Стефановны — Агриппине. После смерти Екатерины в 1796 году Наум Николаевич получил разрешение покинуть Сибирь и переехать в Новгород. Однако новый император Павел I не снял с него надзора полиции. Наум Николаевич Чоглоков скончался 6 января 1798 года в Новгороде.

## Комментарии
1. ↑  Доктор исторических наук В. Софронов в своей статье «Несчастный племянник императрицы» указывает дату рождения Наума Чоглокова — 6 января, совпадающую с днём смерти. В других источниках точная дата рождения не указывается[1]
2. ↑  Волонтёры или вольноопределяющиеся в российской армии — добровольцы, находившиеся на собственном иждивении, но имевшие право самостоятельно выбрать полк и командира[1]